# Martin Hartmann
Martin Hartmann (Breslau, 9 de desembre de 1851 - Berlín, 5 de desembre de 1918) va ser un orientalista alemany, especialitzat en estudis islàmics.
El 1875, va obtenir el seu doctorat a la Universitat de Leipzig com a estudiant de Heinrich Leberecht Fleischer. De 1876 a 1887 va servir com a dragoman al Consolat General alemany a Beirut. Des de 1887 fins a la seva mort el 1918 va ensenyar classes al Departament de Llengües Orientals a Berlín.
Com a professor a Berlín, es va esforçar per reconèixer els estudis islàmics com una disciplina independent. Les seves nombroses aportacions al camp dels estudis islàmics es van basar en un punt de vista sociològic. Moltes d'aquestes obres van ser publicades a la revista "Die Welt des Islams" (El món de l'Islam), una publicació de la "Deutsche Gesellschaft für Islamkunde", una organització que Hartmann havia cofundat el 1912.

## Obres seleccionades
- Hartmann, M. «Die Ortschaftenliste des Liwa Jerusalem in dem türkischen Staatskalender für Syrien auf das Jahr 1288 der Flucht (1871)». Zeitschrift des Deutschen Palästina-Vereins, 6, 1883, pàg. 102–149.
- Metrum und Rhythmus : die Entstehung der arabischen Vermasse, 1896.
- Lieder der libyschen Wüste, 1899.
- "The Arabic press of Egypt", publicat en anglès el 1899.
- Der islamische Orient; Berichte und Forschungen (3 volumes, 1905–10).
- Chinesisch-Turkestan; geschichte, verwaltung, geistesleben, und wirtschaft, 1907.
- Der Islam : geschichte--glaube--recht : ein handbuch, 1909.
- Islam, Mission, Politik, 1911.
- Zur Geschichte des Islam in China, 1921.[3]